# Championnat de Géorgie de football 2017
Navigation
Édition précédente Édition suivante
La saison 2017 du championnat de Géorgie de football est la vingt-neuvième édition de la première division géorgienne. Le championnat, appelé Erovnuli Liga, voit les dix meilleurs clubs géorgiens, où les équipes se rencontrent quatre fois dans la saison, deux fois à domicile et deux fois à l'extérieur.
Trois places qualificatives pour les compétitions européennes seront attribuées par le biais du championnat (1 place au premier tour de qualification en Ligue des champions 2018-2019 et 2 au premier tour de qualification en Ligue Europa). Une autre place au premier tour de qualification de la Ligue Europa sera garantie au vainqueur de la Coupe de Géorgie.

## Participants
Légende des couleurs
- Deuxième tour de qualification de la Ligue des Champions 2017-2018
- Premier tour de qualification de la Ligue Europa 2017-2018
- Promu de Pirveli Liga 2016

| Club               | Classement 2016 | Stade                   | Capacité théorique |
| ------------------ | --------------- | ----------------------- | ------------------ |
| FC Samtredia       | 1               | Stade Erosi-Manjgaladze | 5 000              |
| Chikhura Sachkhere | 2               | Stade David-Abashidze   | 4 558              |
| Dinamo Batoumi     | 3               | Batumi Rugby Arena      |                    |
| Dinamo Tbilissi    | 4               | Stade Boris-Paichadze   | 54 139             |
| Saburtalo Tbilissi | 5               | Stade Mikheil-Meskhi    | 25 453             |
| Torpedo Koutaïssi  | 6               | Stade Ramaz-Shengelia   | 19 400             |
| Kolkheti Poti      | 7               | Chele Arena             | 6 000              |
| Lokomotiv Tbilissi | 8               | Stade Mikheil-Meskhi    | 25 453             |
| Dila Gori          | 9               | Stade Tengiz-Burjanadze | 8 230              |
| Shukura Kobuleti   | 10              | Chele Arena             | 6 000              |

## Compétition

### Classement
Le classement est établi sur le barème de points classique (victoire à 3 points, match nul à 1, défaite à 0).
| Rang | Équipe               | Pts | J  | G  | N | P  | Bp | Bc | Diff |
| ---- | -------------------- | --- | -- | -- | - | -- | -- | -- | ---- |
| 1    | Torpedo Koutaïssi    | 76  | 36 | 23 | 7 | 6  | 59 | 27 | +32  |
| 2    | Dinamo Tbilissi      | 75  | 36 | 23 | 6 | 7  | 79 | 29 | +50  |
| 3    | FC Samtredia T S     | 68  | 36 | 20 | 8 | 8  | 62 | 39 | +23  |
| 4    | Saburtalo Tbilissi   | 60  | 36 | 18 | 6 | 12 | 61 | 42 | +19  |
| 5    | Chikhura Sachkhere C | 55  | 36 | 17 | 4 | 15 | 47 | 54 | -7   |
| 6    | Lokomotiv Tbilissi   | 53  | 36 | 16 | 5 | 15 | 63 | 53 | +10  |
| 7    | Dila Gori            | 41  | 36 | 11 | 8 | 17 | 41 | 51 | -10  |
| 8    | Dinamo Batoumi       | 33  | 36 | 10 | 3 | 23 | 28 | 60 | -32  |
| 9    | Kolkheti Poti        | 26  | 36 | 6  | 8 | 22 | 31 | 73 | -42  |
| 10   | Shukura Kobuleti     | 21  | 36 | 4  | 9 | 23 | 35 | 78 | -43  |

Qualifications européennes
Ligue des champions 2018-2019
- 1er : 1er tour de qualification

Ligue Europa 2018-2019
- C, 2e et 3e : 1er tour de qualification

Relégation
- 8e et 9e : barrages de relégation en Erovnuli Liga 2
- 10e : relégation en Erovnuli Liga 2

Abréviations
- T : Tenant du titre
- C : Vainqueur de la Coupe de Géorgie 2017
- S : Vainqueur de la Supercoupe de Géorgie 2017
- P : Promus de Pirveli Liga 2016

### Matchs
| Résultats (▼dom., ►ext.)                                   | CHI | DIL | DBA | DTB | KOL | LOC | SAB | SAM | SHU | TKU | CHI | DIL | DBA | DTB | KOL | LOC | SAB | SAM | SHU | TKU |
| Chikhura Sachkhere                                         |     | 0-0 | 0-1 | 2-1 | 3-1 | 0-3 | 2-1 | 1-2 | 3-1 | 0-3 |     | 4-2 | 2-1 | 1-3 | 2-1 | 1-0 | 0-0 | 1-2 | 1-1 | 1-3 |
| Dila Gori                                                  | 2-0 |     | 0-1 | 1-1 | 1-1 | 0-2 | 0-1 | 1-2 | 4-0 | 0-2 | 1-0 |     | 1-2 | 1-2 | 3-0 | 2-1 | 0-2 | 2-1 | 0-1 | 1-0 |
| Dinamo Batoumi                                             | 0-0 | 2-3 |     | 0-1 | 0-0 | 1-2 | 0-1 | 0-1 | 2-0 | 1-3 | 1-2 | 1-0 |     | 1-2 | 1-2 | 1-0 | 1-2 | 0-1 | 3-2 | 0-5 |
| Dinamo Tbilissi                                            | 2-1 | 1-2 | 4-0 |     | 1-0 | 3-0 | 2-0 | 3-2 | 5-0 | 2-1 | 5-0 | 5-0 | 4-0 |     | 6-1 | 3-1 | 1-4 | 0-1 | 1-1 | 0-1 |
| Kolkheti Poti                                              | 1-3 | 0-0 | 0-1 | 0-3 |     | 0-5 | 3-0 | 1-2 | 0-0 | 0-3 | 0-4 | 1-0 | 0-2 | 1-1 |     | 1-2 | 0-0 | 1-3 | 0-3 | 1-2 |
| Lokomotiv Tbilissi                                         | 5-0 | 3-3 | 2-1 | 1-0 | 1-2 |     | 1-2 | 0-1 | 0-3 | 1-1 | 3-0 | 4-2 | 3-0 | 3-1 | 1-0 |     | 1-1 | 2-5 | 2-2 | 2-0 |
| Saburtalo Tbilissi                                         | 1-2 | 0-1 | 2-0 | 0-5 | 1-2 | 2-1 |     | 1-2 | 5-0 | 1-0 | 1-2 | 3-1 | 5-0 | 0-0 | 6-3 | 6-0 |     | 1-1 | 3-2 | 1-2 |
| FC Samtredia                                               | 0-1 | 3-2 | 2-0 | 0-2 | 1-1 | 0-0 | 3-2 |     | 1-1 | 0-2 | 3-0 | 2-2 | 3-0 | 1-1 | 5-0 | 2-1 | 0-2 |     | 4-1 | 1-1 |
| Shukura Kobuleti                                           | 1-4 | 0-0 | 2-4 | 1-4 | 2-4 | 0-5 | 1-2 | 0-2 |     | 1-1 | 0-1 | 0-1 | 0-0 | 0-1 | 3-2 | 1-3 | 1-2 | 2-2 |     | 1-2 |
| Torpedo Koutaïssi                                          | 2-1 | 1-1 | 1-0 | 0-2 | 2-1 | 2-0 | 0-0 | 2-1 | 1-0 |     | 0-2 | 2-1 | 2-0 | 1-1 | 0-0 | 4-2 | 2-0 | 2-0 | 3-1 |     |
| - Victoire à domicile - Match nul - Victoire à l'extérieur |     |     |     |     |     |     |     |     |     |     |     |     |     |     |     |     |     |     |     |     |

### Barrages de relégation
| Équipe                  | Aller | Total           | Retour | Équipe               |
| ----------------------- | ----- | --------------- | ------ | -------------------- |
| Sioni Bolnissi (D2)     | 3 - 2 | 6 - 6 4 - 2 tab | 2 - 3  | (D1) Dinamo Batoumi  |
| Kolkheti 1913 Poti (D1) | 2 - 1 | 4 - 3           | 2 - 2  | (D2) Merani Martvili |

## Statistiques

### Meilleurs buteurs
| Rang | Joueur                | Club               | Buts |
| ---- | --------------------- | ------------------ | ---- |
| 1    | Irakli Sikharulidze   | Lokomotiv Tbilissi | 25   |
| 2    | Beka Mikeltadze       | Dinamo Tbilissi    | 15   |
| 2    | Dimitri Tatanashvilli | Chikhura Sachkhere | 15   |
| 4    | Tornike Kapanadze     | Torpedo Koutaïssi  | 14   |
| 5    | Giorgi Kharaishvili   | Saburtalo Tbilissi | 13   |
| 6    | Bachana Arabuli       | Dinamo Tbilissi    | 11   |
| 6    | Nikoloz Sabanadze     | FC Samtredia       | 11   |
| 6    | Levan Kutalia         | Torpedo Koutaïssi  | 11   |
| 6    | Giorgi Kukhianidze    | Torpedo Koutaïssi  | 11   |

### Meilleurs passeurs
| Rang | Joueur              | Club               | Passes |
| ---- | ------------------- | ------------------ | ------ |
| 1    | Grigol Dolidze      | Torpedo Koutaïssi  | 13     |
| 2    | Davit Razhamashvili | FC Samtredia       | 11     |
| 3    | Giorgi Diasamidze   | Lokomotiv Tbilissi | 8      |
| 3    | Papuna Poniava      | Chikhura Sachkhere | 8      |
| 3    | Beka Mikeltadze     | Dinamo Tbilissi    | 8      |
| 6    | Dato Kirkitadze     | Dila Gori          | 7      |
| 6    | Irakli Sikharulidze | Lokomotiv Tbilissi | 7      |
| 6    | Giorgi Chakvetadze  | Dinamo Tbilissi    | 7      |